# Нортхамптъншър
Нортхамптъншър (на английски: Northamptonshire) е административно неметрополно и церемониално графство в регион Ийст Мидландс, средна Англия. В състава му влизат 7 общини с обща площ от 2364 квадратни километра. Населението на областта към 2009 година е 683 800 жители. Административен център е град Нортхамптън.

## География
Областта е разположена в централната част на средна Англия. Териториално е разпределена към регион Ийст Мидландс. На запад граничи с графство Уорикшър. На север се намират областите Лестършър, Рътланд и Линкълншър. В източна посока са разположени графствата Кеймбриджшър и Бедфордшър, а на юг Бъкингамшър и Оксфордшър.
Централно през графството покрай Нортхамптън, в посока югоизток – северозапад, преминава Магистрала М1 по линията Лондон – Лестър – Нотингам – Шефийлд – Лийдс.
Главният град Нортхамптън е разположен на около 90 километра северозападно от Лондон и на 70 километра югоизточно от Бирмингам. По-голямата част от населението е концентрирано в централната част на Нортхамптъншър, където са разположени и четирите най-големи града, докато източната и западната част имат основно провинциален характер.
Най-високата точка на областта е хълмът Албъри Хил в община Дейвънтри, издигащ се на 225 метра над морското равнище.
Както е характерно за повечето графства, Нортхамптъншър също има цвете символ, което за областта е Игликата.

### Административно деление
| Област / графство | Община                 | Община | Главен град | Други селища                                       |
| ----------------- | ---------------------- | ------ | ----------- | -------------------------------------------------- |
| Нортхамптъншър    | Южен Нортхамптъншър    |        | Тоустър     | Бракли, Мидълтън Чийни                             |
| Нортхамптъншър    | Нортхамптън            |        | Нортхамптън |                                                    |
| Нортхамптъншър    | Дейвънтри              |        | Дейвънтри   | Бриксуорт, Лонг Бъкби                              |
| Нортхамптъншър    | Уелингбъроу            |        | Уелингбъроу |                                                    |
| Нортхамптъншър    | Кетъринг               |        | Кетъринг    | Бъртън Латимър, Десбъро, Ротуел                    |
| Нортхамптъншър    | Корби                  |        | Корби       |                                                    |
| Нортхамптъншър    | Източен Нортхамптъншър |        | Трапстън    | Ръшдън, Оундли, Раундс, Ъртлингбъроу, Хайъм Ферърс |

## Демография
Изменение на населението на графството за период от две десетилетия 1991-2009 година:
| година    | 1991    | 2001    | 2009    |
| --------- | ------- | ------- | ------- |
| население | 578 807 | 629 676 | 683 800 |

Разпределение на населението по общини към 2007 година:
| Община                 | Площ km2 | Население | Гъстота (жители/km2) |
| ---------------------- | -------- | --------- | -------------------- |
| Нортхамптън            | 80.76    | 202 800   | 2511                 |
| Южен Нортхамптъншър    | 634.02   | 90 300    | 142.43               |
| Кетъринг               | 233.49   | 89 500    | 383.30               |
| Източен Нортхамптъншър | 509.79   | 85 400    | 167.52               |
| Дейвънтри              | 662.59   | 79 100    | 119.38               |
| Уелингбъроу            | 163.04   | 75 900    | 465.64               |
| Корби                  | 80.28    | 55 200    | 687.59               |

Разпределение на населението по расова принадлежност към 2007 година:
- Бели британци – 90,20%
- Бели ирландци – 1,30%
- Бели други – 2,40%
- Азиатци (без китайци) – 2,80%
- Китайци – 0,90%
- Черни – 1,00%
- Смесени – 1,4%